# 오바라 히토미
오바라 히토미(일본어: 小原 日登美, 1981년 1월 4일~2025년 7월 18일)는 일본의 전 레슬링 선수, 지도자이다. 아오모리현 하치노헤시 출신으로 결혼 전 성은 사카모토(일본어: 坂本)이다. 친동생 사카모토 마키코와 사촌 언니 사카모토 에리도 레슬링 선수로 활동했다. 자유형 51kg급의 세계적 선수로 활동하여, 2000년 세계 선수권 대회 우승 이후 여러 국제 대회를 휩쓸었다. 그러나 51kg급이 올림픽 종목이 아니어서 2004년 하계 올림픽과 2008년 베이징 올림픽에는 55kg급의 요시다 사오리와 48kg급의 이초 지하루에게 밀려 출전하지 못했다. 그 후 은퇴를 결심하였으나, 48kg에서 활동하던 선수들이 은퇴하면서 그에게도 기회가 생겨, 48kg 국가대표로 선발되었다.
2010년 세계 선수권 대회에서 우승하며, 세계 정상권에 올라섰고, 2012년 하계 올림픽에서 우승했다.
2022년 9월 세계 레슬링 연합의 명예의 전당에 헌액되었다. 2025년 1월에 일본 여자 국가대표팀의 코치로 취임하였다. 그해[7월 18일에 별세하였으며, 향년 44세였다. 소속팀인 자위대 체육학교가 이튿날인 7월 19일에 사망 소식을 발표하였으나, 사인은 공개되지 않았다.